# Dahana (Bawolato)
Dahana is een bestuurslaag in het regentschap Nias van de provincie Noord-Sumatra, Indonesië. Dahana telt 1663 inwoners (volkstelling 2010).